# Ховалыг, Артык Хом-Оттуковна
Артык Хом-Оттуковна Ховалыг (род. 12 мая 1951) — поэтесса, прозаик, переводчик. Заслуженный работник культуры России (1999). Заслуженный работник Республики Тыва.  Народный писатель Республики Тыва (2022).

## Биография
Родилась 12 мая 1951 года в селе Бора-Тайга Сут-Хольского района Тувинской автономной области. Окончила филологический факультет Кызылского госпединститута (1975), факультет журналистики Высшей комсомольской школы при ЦК ВЛКСМ в г. Москве (1983). Работала учительницей в Бажын-Алаакской средней школе, заведующей отделом редакции газеты «Тыванын аныяктары», «Шын», инспектором в министерстве культуры Республики Тыва.Создала ассоциацию поэтесс Тувы и стала её председателем.
Литературную деятельность начала с 1974 года. Главная тема творчества — это тема матери, любви, родины. Первые стихи были напечатаны на страницах газеты «Тыванын аныяктары»(1974), первый сборник стихов вышел под названием «Крылья»(1979) в Тувинском книжном издательстве. Ею переведены на тувинский язык рубаи Омара Хайяма и опубликованы под названием «100 рубаи»(2000). Она также перевела на тувинский язык произведения А. Ахматовой, В. Тушновой, монгольской поэтессы Д. Нямаа, А. Мамедова, В. Зуенока и других. Её стихи переводились на русский, немецкий, украинский, турецкий, алтайский языки. Первый сборник её стихов на русском языке вышел в переводе В.Гордеева под названием «Преодоление» (1992) в г. Москве. Заслуженный работник Республики Тыва, заслуженный работник культуры России. Член Союзов писателей России (1991), член Союза журналистов России (1981), член федеративного Совета Союза журналистов России (1998), член Международной Организации Журналистов (1997). Ею были основаны издания для женщин: газета «Эне созу» (1991), журнал «Кадын». Главный редактор данной периодики. Председатель Союза Журналистов Республики Тыва.

## Награды и звания
- юбилейная медаль Союза журналистов
- Обладатель короны «Мисс пресса-94»
- Лауреат премии им. Д.Барыкаан
- Заслуженный работник Республики Тыва
- Заслуженный работник культуры России (13 января 1999 года) — «за заслуги в области печати, культуры, укреплении дружбы и сотрудничества между народами, многолетнюю плодотворную работу»[3].
- Народный писатель Республики Тыва (25 ноября 2022 года) — за особые заслуги в области культуры и искусства и значительный вклад в развитие в художественной литературы Республики Тыва[4].

## Основные публикации
- «Крылья» стихи
- «Четыре дара» стихи
- «Цветок души» стихи
- «Касание» стихи
- «Серебряная капля» стихи
- «Золотых луч озарение» стихи
- «Искры мысли» стихи
- «Доброе сердце» стихи, переводы

## Примечание
1. ↑  Тува литературная. Вып.1 : биобиблиогр. справочник / НБ им. А. С. Пушкина Респ. Тыва; авт.-сост.: С. С. Комбу, Л. М. Чадамба, Е. М. Ак-кыс. — Кызыл, 2007. — 52 с.
2. ↑  Артык Ховалыг Хом-Оттуковна | Библиотека сибирского краеведения. Дата обращения: 22 декабря 2017. Архивировано 25 декабря 2019 года.
3. ↑  Указ Президента Российской Федерации от 13.01.1999 г. № 98. Дата обращения: 7 декабря 2021. Архивировано 7 декабря 2021 года.
4. ↑  Указ Главы Республики Тыва от 25 ноября 2022 года № 385 «О награждении государственными наградами». Дата обращения: 1 декабря 2022. Архивировано 1 декабря 2022 года.